# USS Kearny (DD-432)
USS Kearny (DD-432) là một tàu khu trục lớp Gleaves được Hải quân Hoa Kỳ chế tạo trong Chiến tranh Thế giới thứ hai. Nó được ghi nhận đã trúng ngư lôi phóng từ một tàu ngầm U-boat Đức Quốc xã vào tháng 10 năm 1941, trước khi Hoa Kỳ chính thức tham gia Thế Chiến II. Con tàu đã sống sót qua cuộc tấn công, và sau đó phục vụ tại Bắc Phi và Địa Trung Hải trước khi ngừng hoạt động năm 1946 và bị tháo dỡ năm 1972. Nó là chiếc tàu chiến duy nhất của Hải quân Hoa Kỳ được đặt theo tên Thiếu tướng Hải quân Lawrence Kearny (1789–1868), người đã thiết lập những quan hệ thương mại với Trung Quốc trong thế kỷ 19.

## Thiết kế và chế tạo
Kearny được chế tạo tại xưởng tàu của hãng Federal Shipbuilding and Drydock Company ở Kearny, New Jersey. Nó được đặt lườn vào ngày 1 tháng 3 năm 1939; được hạ thủy vào ngày 9 tháng 3 năm 1940, và được đỡ đầu bởi cô Mary Kearny. Con tàu được cho nhập biên chế cùng Hải quân Hoa Kỳ vào ngày 13 tháng 9 năm 1940 dưới quyền chỉ huy của Trung tá Hải quân Anthony L. Danis.

## Lịch sử hoạt động

### 1941
Sau khi hoàn tất việc chạy thử máy ngoài biển, Kearny khởi hành từ cảng New York vào ngày 19 tháng 2 năm 1941 để đi St. Thomas thuộc quần đảo Virgin, nơi nó tham gia hoạt động Tuần tra Trung lập ngoài khơi Fort de France, Martinique ở quần đảo Tây Ấn cho đến ngày 9 tháng 3. Chiếc tàu khu trục mới đã tuần ra chung quanh San Juan, Puerto Rico, và hộ tống tàu bè tại khu vực Norfolk cho đến tháng 8, khi nó lên đường đi NS Argentia, Newfoundland để hộ tống các đoàn tàu vận tải vượt Đại Tây Dương. Đến tháng 10, trong khi Hoa Kỳ vẫn ở trong trạng thái trung lập đối với Chiến tranh Thế giới thứ hai, Kearny neo đậu tại Reykjavík thuộc Iceland đang bị Hoa Kỳ chiếm đóng. Một "bầy sói" wolfpack, tốp đông các tàu ngầm U-boat Đức đã tấn công một đoàn tàu vận tải Anh gần đó, áp đảo các tàu hộ tống Canada; vì vậy và ba tàu khu trục Hoa Kỳ khác được huy động để trợ giúp.
Nhanh chóng có mặt tại chỗ, Kearny tiến hành thả mìn sâu tấn công những chiếc U-boat, và tiếp tục tạo một màn hỏa lực ngăn chặn suốt đêm đó. Hành động này được đặc biệt dẫn chứng như là một sự khiêu khích từ phía Hoa Kỳ khi Hitler tuyên chiến với Hoa Kỳ hai tháng sau đó. Đến sáng ngày 17 tháng 10, một quả ngư lôi phóng từ tàu ngầm U-568 đã đánh trúng Kearny bên mạn phải, khiến 11 người thiệt mạng và 22 người bị thương. Hoạt động của đội kiểm soát hư hỏng đã cô lập việc ngập nước trong phòng nồi hơi phía trước, cho phép con tàu rút lui khỏi vùng nguy hiểm bằng động lực của phòng nồi hơi và động cơ phía sau. Lấy lại được động lực cho turbine phía trước, con tàu đi đến Iceland với vận tốc 10 hải lý trên giờ (20 km/h), đến nơi vào ngày 19 tháng 10. Sau khi được sửa chữa tạm thời, nó lên đường vào ngày Giáng sinh, đi đến Boston, Massachusetts sáu ngày sau đó để được sửa chữa triệt để. Việc sống sót của Kearny sau cú trúng ngư lôi đã cũng cố cho ý tưởng tách biệt các phòng nồi hơi và phòng động cơ trên những tàu hải quân đương thời.

### 1942-1943
Từ ngày 5 tháng 4 đến ngày 28 tháng 9 năm 1942, Kearny hộ tống các đoàn tàu vận tải đi sang Anh Quốc, vùng kênh đào Panama và Galveston, Texas. Vào cuối tháng 9, nó được huy động tham gia Chiến dịch Torch, cuộc đổ bộ của lực lượng Đồng Minh lên Bắc Phi. Tại đây, nó hộ tống cho thiết giáp hạm Texas và tàu tuần dương hạng nhẹ Savannah trong các nhiệm vụ bắn pháo hỗ trợ, bắn rơi một máy bay đối phương, và hộ tống các tàu chở quân đi đến Safi, Maroc. Nó rời khu vực chiến trường hộ tống một đoàn tàu vận tải quay trở về New York, đến nơi vào ngày 3 tháng 12.
Trong phần lớn thời gian của năm 1943, Kearny hộ tống tàu bè đi Port of Spain, Trinidad; Recife, Brazil và Casablanca. Vào ngày 25 tháng 11, nó tham gia một đội tìm-diệt tàu ngầm được hình thành chung quanh chiếc tàu sân bay hộ tống Core (CVE-13) vào ngày 25 tháng 11. Vào ngày 1 tháng 1 năm 1944, phối hợp với máy bay xuất phát từ Core, nó tấn công bằng mìn sâu vào một tàu ngầm đối phương, làm xuất hiện một mảng dầu loang lớn. Nó quay trở về New York vào ngày 18 tháng 1.

### 1944
Trong tháng tiếp theo, Kearny gia nhập Đệ Bát hạm đội tại Algérie. Vào ngày 10 tháng 3, nó được phối thuộc cùng tàu tuần dương hạng nhẹ USS Brooklyn (CL-40) trong một đội hỗ trợ hỏa lực cho Tập đoàn quân 5 hoạt động tại Ý. Trong những chuyến đi hỗ trợ hỏa lực hàng ngày đến bãi đổ bộ Anzio trong khuôn khổ Chiến dịch Shingle, con tàu được mang biệt danh "Anzio Express" cho những hoạt động hỗ trợ này, được đặt bởi Tư lệnh Tập đoàn quân 5, tướng Mark W. Clark.
Kearny được tách khỏi đội vào đầu tháng 6, một mình đi đến Anzio để hỗ trợ hỏa lực hải pháo lần cuối cùng cho binh lính Đồng Minh, khi họ đột phá và chiếm Rome. Nó tiếp tục những hoạt động động hộ tống vận tải trước khi lên đường tham gia Chiến dịch Dragoon, cuộc đổ bộ của lực lượng Đồng Minh lên miền Nam nước Pháp vào ngày 15 tháng 8. Nó đảm trách hỗ trợ hỏa lực vòng trong cho cuộc đổ bộ lên bãi Red tại Cavalaire-sur-Mer, và hoạt động phản pháo và bắn phá. Sau đó nó hộ tống các tàu hỗ trợ hỏa lực hạng nặng, và thả những màn khói ngoài khơi Toulon. Vào ngày 19 tháng 8, nó bắt đầu một giai đoạn hai tháng hộ tống các tàu chuyển quân đi lại giữa Naples và các cảng miền Nam nước Pháp.

### 1945
Kearny sau đó thực hiện nhiều chuyến vượt Đại Tây Dương giữa New York và Oran. Vào ngày 6 tháng 8 năm 1945, nó băng qua kênh đào Panama để đi sang khu vực Thái Bình Dương, đi đến Trân Châu Cảng vào cuối tháng 8 khi xung đột đã kết thúc. Nó hộ tống một hải đội tàu vận chuyển đưa binh lính chiếm đóng đến Nhật Bản ngang qua Saipan, đi đến Wakayama, Nhật Bản vào ngày 27 tháng 9. Trong tháng tiếp theo, nó thực hiện những chuyến đi đến Philippines và Okinawa trước khi quay trở lại Nhật Bản vào tháng 10. Nó khởi hành từ Wakayama vào ngày 29 tháng 10, quay trở về nhà ngang qua Trân Châu Cảng, San Diego, California và kênh đào Panama, về đến Charleston, South Carolina vào ngày 5 tháng 12. Kearny được cho xuất biên chế tại đây vào ngày 7 tháng 3 năm 1946 và được đưa về lực lượng dự bị; được kéo đến Orange, Texas sau đó. Tên nó được cho rút khỏi danh sách Đăng bạ Hải quân vào ngày 1 tháng 6 năm 1971 và bị bán để tháo dỡ vào ngày 6 tháng 10 năm 1972.

## Phần thưởng
Kearny được tặng thưởng ba Ngôi sao Chiến trận do thành tích phục vụ trong Thế Chiến II.